# Monacitcsoport

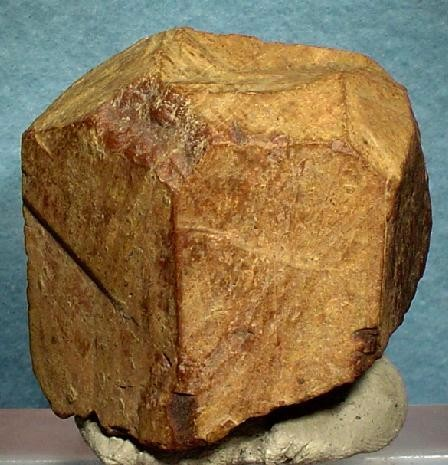
Monacit-Ce

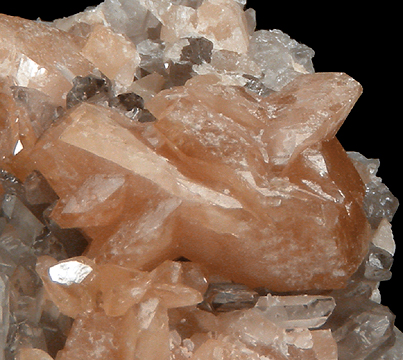
Monacit-Ce

A monacitcsoport foszfát- és rokon ásványok osztályába, azon belül is a pótanion nélküli vízmentes foszfátok alosztályába tartozó ásványcsoport. Monoklin rendszerben kristályosodnak. Általános képlete MTO4, ahol M valamilyen ritkaföldfém kation, leginkább cérium (Ce), lantán (La), neodímium (Nd), tórium (Th), szamárium (Sm) vagy gadolínium (Gd), T pedig foszfát (PO4) vagy arzenát (AsO4).
Az ide tartozó ásványok fontos ércei a ritkaföldfémeknek, például a cériumnak és a lantánnak.
A monacit elnevezés a görög monazó (μονάζω = magányos) szóból származik, utalva a monacitok ritka előfordulására.

## A csoport ásványai
| Ásvány      | Képlet               | Elemi cella                                                          |
| ----------- | -------------------- | -------------------------------------------------------------------- |
| keralit     | (Ca,Ce)(Th,Ce)(PO4)2 |                                                                      |
| gasparit-Ce | CeAsO4               |                                                                      |
| monacit-Ce  | (Ce,La,Nd,Th)PO4     | a = 6.7902(10) Å, b = 7.0203(6) Å, c = 6.4674(7) Å β = 103.6°, Z = 4 |
| monacit-La  | (La,Ce,Nd)PO4        |                                                                      |
| monacit-Nd  | (Nd,La,Ce)PO4        |                                                                      |
| monacit-Sm  | (Sm,Gd,Ce,Th)PO4     | a = 6.725Å, b = 6.936Å, c = 6.448Å β = 104.02° Z = 4                 |
| rooseveltit | BiAsO4               | a = 6.879(1) Å, b = 7.159(1) Å, c = 6.732(1) Å β = 104.83°, Z = 4    |

## Elemek gyakorisága az csoport ásványaiban
| Kémiai elem       | Keralit | Gasparit-Ce | Monacit-Ce | Monacit-La | Monacit-Nd | Monacit-Sm | Rooseveltit |
| ----------------- | ------- | ----------- | ---------- | ---------- | ---------- | ---------- | ----------- |
| Cérium (Ce) %     |         |             | 28,17      | 14,60      | 11,64      | 9,50       |             |
| Lantán (La) %     |         |             | 14,46      | 28,95      | 14,43      | 0,0        |             |
| Tórium (Th) %     |         |             | 4,83       | 4,84       | 4,82       | 15,73      |             |
| Foszfor (P) %     |         |             | 12,89      | 12,91      | 9,65       | 12,60      |             |
| Neodímium (Nd) %  |         |             | 12,01      | 12,02      | 29,96      | 6,52       |             |
| Oxigén (O) %      |         |             | 26,64      | 26,68      | 26,59      | 26,03      |             |
| Szilícium (Si) %  |         |             | 0,0        | 0,0        | 2,92       | 0,0        |             |
| Kalcium (Ca) %    |         |             | 0,0        | 0,0        | 0,0        | 1,81       |             |
| Szamárium (Sm) %  |         |             | 0,0        | 0,0        | 0,0        | 13,59      |             |
| Gadolínium (Gd) % |         |             | 0,0        | 0,0        | 0,0        | 14,21      |             |